# Incourt, Walloon Brabant

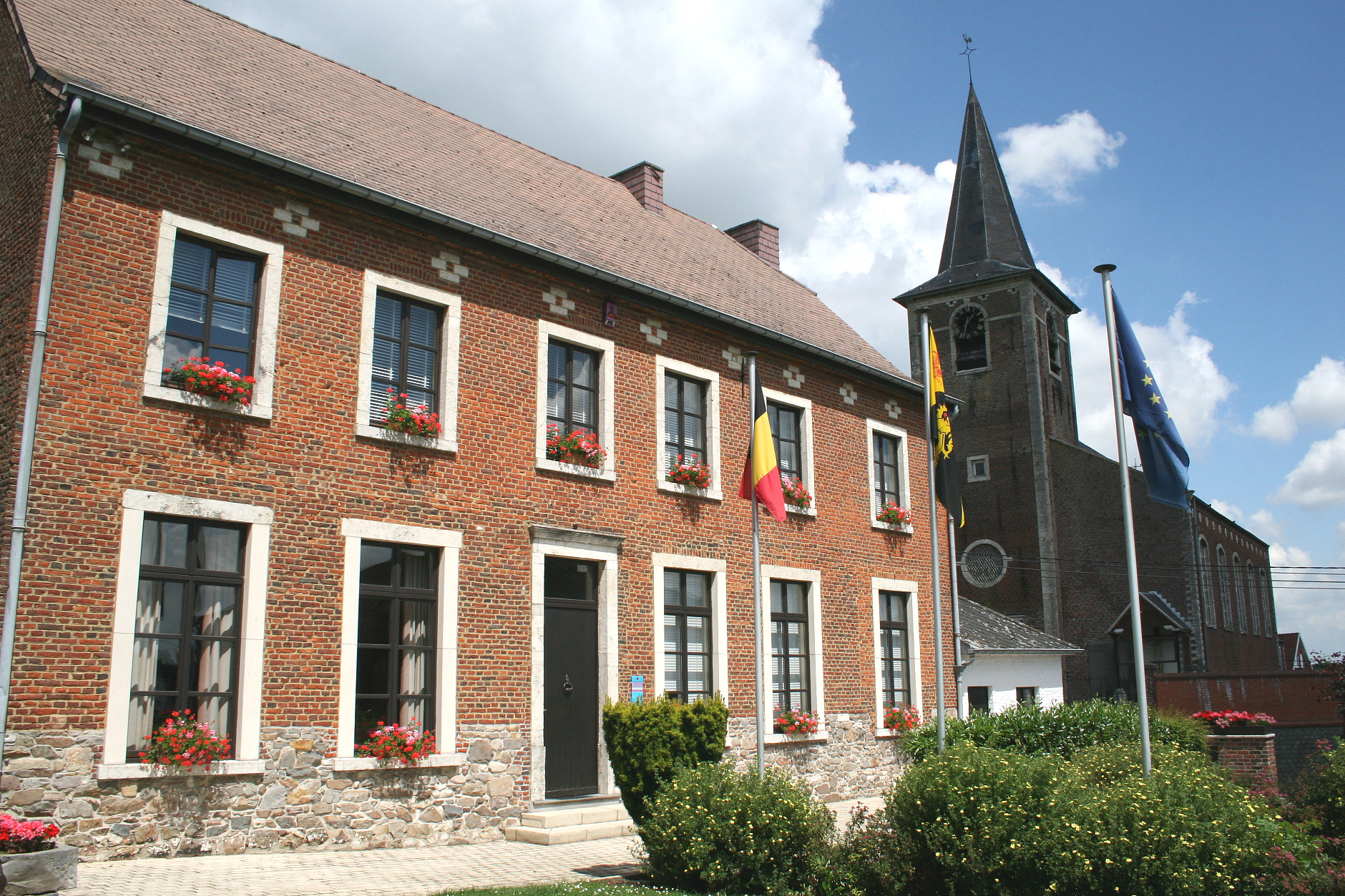
Incourt, tòa thị chính và giáo đường Saint Peter (1780).

Incourtlà một đô thị ở tỉnh Walloon Brabant. Tại thời điểm ngày 1 tháng 1 năm 2006, Incourt có dân số 4.585 người. Tổng diện tích là 38,79 km² với mật độ dân số là 118 người trên mỗi km².